# Stade de Sarrià
Le stade de Sarrià, en catalan Estadi de Sarrià, et historiquement en espagnol Estadio de Sarriá, est un ancien stade de football espagnol, se situant à Barcelone.

## Histoire
Ayant une capacité de 43 667 spectateurs, il est construit en 1923 par l'architecte Matías Colmenares. Il est l'un des quatorze stades pour accueillir la Coupe du monde de football de 1982. Trois matchs se sont déroulés sur ce terrain, les matchs du groupe 3 du second tour : Italie-Argentine, Argentine-Brésil et Italie-Brésil.
Il accueille aussi des matchs de football lors des Jeux olympiques de 1992, des matchs du premier tour : Italie-Pologne, Italie-Koweït, Suède-Paraguay, Suède-Corée du Sud, Mexique-Australie.
Ce stade est l'ancien stade du RCD Espanyol, il est fermé et détruit en 1997 à cause des problèmes économiques du club.